# Skutskär
Skutskär – miejscowość (tätort) w Szwecji, w regionie administracyjnym (län) Uppsala, w gminie Älvkarleby.
Według danych Szwedzkiego Urzędu Statystycznego liczba ludności wyniosła: 6279 (31 grudnia 2015), 7168 (31 grudnia 2018) i 7167 (31 grudnia 2019).